# لانتوئیت فاردره
لانتوئیت فاردره (به انگلیسی: Llantwit Fardre) یک منطقهٔ مسکونی در بریتانیا است که در روندا کنون تاو واقع شده‌است. لانتوئیت فاردره ۶٬۰۹۹ نفر جمعیت دارد.